# Lorna Gray
Lorna Gray (Grand Rapids, 26 de julho de 1917 – Sherman Oaks, 30 de abril de 2017) foi uma atriz de cinema estadunidense que se tornou especialmente conhecida pelos seus papéis cômicos ou de vilã em comédias curtas da Columbia Pictures e em seriados da Republic Pictures. Atuou em mais de 60 filmes e após 1945, ficou conhecida como Adrian Booth.

## Biografia
Nascida Virginia Pound em Grand Rapids, Michigan, iniciou sua carreira cantando com um grupo de Cleveland, os Ben Yost's Varsity Coeds, que atuavam nas salas de cinema. Ela foi descoberta por um agente da Columbia Pictures durante um show de moda. Apesar de ter feito um teste para a Universal Pictures e um breve contrato com a Paramount Pictures, onde fez seu primeiro filme, Hold 'Em Navy, ela fez seu primeiro grande filme na Columbia Pictures, Adventure in Sahara, em 1938, no qual recebeu um dos créditos principais.
Como contratada da Columbia, atuou em curta-metragens e seriados, tais como Flying G-Men, Pest from the West (estrelado por Buster Keaton) e You Nazty Spy! (estrelando The Three Stooges). Quando o contrato com a Columbia terminou, trabalhou na Monogram Pictures, onde atuou com Frankie Darro.
Gray também foi par de John Wayne em Red River Range (1938), pela Republic, e atuou em O, My Darling Clementine (1943), um musical country estrelado por Roy Acuff como um cowboy-cantor.
Destacam-se suas atuações como vilã, tal como Vulture no seriado Perils of Nyoka, de 1942, e Rita Parker em Federal Operator 99, em 1945; no entanto, atuou algumas vezes como heroína, como é o caso de Captain America, em 1944 e Daughter of Don Q, em 1946.
No fim dos anos 1940, atuou em vários Westerns produzidos pela Republic. Seu último filme, em 1951, foi The Sea Hornet, pela Republic, sob o nome Adrian Booth. Alguns de seus seriados foram reeditados e veiculados na televisão nos anos 1960.
Gray casou com o ator David Brian  e se retirou do meio cinematográfico em 1951. Foi casada com Brian de 1949 até a morte dele, em 15 de julho de 1993.
Como Adrian Booth, foi premiada com o Golden Boot Awards em 1998 e tem participado de festivais de cinema nos seus 90 anos. Ela foi uma das convidadas na convenção anual sobre The Three Stooges em Fort Washington, Pensilvânia, em 30 de abril de 2011.

## Mudança de nome
Nos seus filmes pela Paramount, tais como Hold 'Em Navy, ela foi creditada Virginia Pound, seu verdadeiro nome, mas usou o nome Lorna Gray na Columbia de 1938 até 1945, quando deixou a Columbia e foi para a Republic Pictures. Foi creditada como Lorna Gray no seriado da Republic Federal Operator 99, mas posteriormente adotou o nome Adrian Booth, que passou a usar desde então.

## Morte
Lorna Gray morreu em 30 de abril de 2017, a três meses de completar 100 anos.

## Filmografia parcial
- The Sea Hornet (1951)
- Oh! Susanna (1951)
- Daughter of Don Q (1946)
- Dakota (1945)
- Federal Operator 99 (1945)
- The Girl Who Dared (1944)
- Captain America (1944)
- So Proudly We Hail! (1943)
- O, My Darling Clementine (1943)
- Perils of Nyoka (1942)
- Father Steps Out (1941)
- Convicted Woman (1940)
- Deadwood Dick (1940)
- Rockin' thru the Rockies (1940)
- You Nazty Spy! (1940)
- Three Sappy People (1939)
- Oily to Bed, Oily to Rise (1939)
- The Man They Could Not Hang (1939)
- Pest from the West (1939)
- Flying G-Men (1939)
- Mr. Smith Goes to Washington (1939, não-creditada) [11]
- Red River Range (1938)
- Adventure in Sahara (1938)
- The Buccaneer (1938) (não-creditada)
- The Big Broadcast of 1938 (1938, não-creditada)

{